# Black Lotus Records
Black Lotus Records est un label indépendant grec de heavy metal, anciennement basé à Ymittós, Dáfni-Ymittós, actif entre 1998 et 2006. 

## Histoire
Le label est fondé en 1998 par Andreas Stasinopoulos et George Zacharopoulos.
Black Lotus Records dépose le bilan en 2006. Après avoir licencié un nombre important de groupes, le label décide de se dissoudre à cause de problèmes entre dirigeants. Le label publie un communiqué le 18 mai 2006 sur son site web officiel annonçant le report de la sortie de nouveaux titres « pour une durée indéterminée, car le label est en cours de reconstruction et à la recherche de nouveaux collaborateurs ». Caffery devait sortir son nouvel album Pins and Needles sur ce label en octobre, mais la sortie a été annulée.

## Groupes et artistes
Les groupes et artistes signé, ou anciennement signé, au label incluent :
- Absolute Steel (en)[3]
- Acheron
- Airged L'amh
- Altered Aeon
- Angel
- Astarte
- Battleroar
- Biderben
- Chris Caffery
- Cruachan (2006)[4],[5]
- Dark Nova
- Das Scheit
- Elwing
- Even Vast
- HateRush
- Horrified
- Inactive Messiah
- Infernal Majesty
- Leash Law
- Luna Field
- Manilla Road
- Midnight
- Morning
- Morning After
- Naer Mataron
- Nebelhexë
- Necromantia
- Negative Creeps
- Nightfall
- Ojeda
- Olethrio Rigma
- Sacrificium
- Sarissa
- Searing I
- Skyclad (2006)[6]
- Spiritus Mortis
- Swan Christy
- Unloved
- Thanatos